# Olympische Jugend-Sommerspiele 2018/Teilnehmer (Nordkorea)
| Gelbes Symbol für Goldmedaillen mit stilisierten Olympischen Ringen | Graues Symbol für Silbermedaillen mit stilisierten Olympischen Ringen | Braundes Symbol für Bronzemedaillen mit stilisierten Olympischen Ringen |
| ------------------------------------------------------------------- | --------------------------------------------------------------------- | ----------------------------------------------------------------------- |
| —                                                                   | —                                                                     | —                                                                       |

Die Jugend-Olympiamannschaft aus Nordkorea für die III. Olympischen Jugend-Sommerspiele vom 6. bis 18. Oktober 2018 in Buenos Aires (Argentinien) bestand aus fünf Athleten.

## Athleten nach Sportarten

### Bogenschießen
Mädchen
- Kang Jin-hwa
Einzel: 17. Platz
Mixed: 5. Platz (mit Carlos Vaca  Mexiko)

### Gewichtheben
Mädchen
- Song Kuk-hyang
Schwergewicht: DNF

### Tischtennis
| Mädchen - Pyon Song-gyong Einzel: 9. Platz Mixed: 9. Platz | Jungen - Kim Song-gun Einzel: 17. Platz Mixed: 9. Platz |

### Turnen

#### Rhythmische Sportgymnastik
Mädchen
- Kim Mun-ye
Einzel: 17. Platz
Mixed: 6. Platz (im Team Weiß) 	17